# Armanda River
Der Armanda River ist ein Fluss im Nordosten des australischen Bundesstaates Western Australia. Er liegt in der Region Kimberley.

## Geografie
Der Fluss entspringt nordöstlich von Halls Creek an den Hängen der Bob Black Hills. Er fließt in nördlicher Richtung entlang des Great Northern Highway und mündet östlich des Alice Hill in den Panton River.

### Nebenflüsse mit Mündungshöhen
- Palm Creek – 383 m
- Prospect Creek – 331 m[1]

## Namensherkunft
Vermutlich erhielt der Fluss seinen Namen 1887 vom Landvermesser C. W. Nyulasy.